# Teimouraz Ier (roi de Kakhétie)
Teïmouraz Ier (1587-1663) est un prince de la dynastie des Bagrations, roi de Kakhétie de 1605-1614, 1615-1616 ,1623-1633, et 1636-1648, et roi de Karthli de 1625/1629 à 1633.

## Origine familiale
Teïmouraz Ier est le fils de l’éphémère roi David Ier et de Kétevan, la fille d’Aschotan Ier Moukhran-Batoni. Il monte sur le trône de Kakhétie après les meurtres de son grand-père Alexandre II de Kakhétie et de son oncle Georges, perpétrés pour le compte du Chah de Perse par son autre oncle Constantin Ier lors de l’entrevue de Dzégami le 12 mars 1605.

## Roi de Kakhétie et de Karthli
Teimouraz Ier prend alors la tête des Kakhétiens et il combat les Perses tout le reste de sa vie. Veuf de sa première épouse Anna de Gourie, il se remarie en 1609 avec Khoraschan, la fille du roi Georges X de Karthli.
En 1614, il combat l’invasion de son pays par Chah Abbas Ier, fort de ses succès contre les Ottomans. Teimouraz Ier doit se retirer en Iméréthie lorsque le Chah donne le pouvoir au Géorgien musulman Isa Khan (1614-1615). L’année suivante, il reprend provisoirement le trône de Kakhétie. Après la répression de la révolte, il doit se réfugier pendant plusieurs années de nouveau en Iméréthie. Le Chah nomme alors un gouverneur perse en la personne de Paykar-Khan (1616-1623) et capture la famille de Teimouraz, qui est déportée en Iran. La reine Kétévan, mère du roi, qui refuse d'apostasier, est martyrisée le 12 septembre 1624, pendant que les deux fils aînés de Teimouraz, Léon et Alexandre, sont castrés sur ordre du Chah. Le premier devient fou et le second meurt après son supplice.
Le 25 mars 1625, le Grand Mouravi (« préfet ») de Tiflis Georges Saakadzé défait les armées perses à la bataille de Martkophie et invite Teimouraz à prendre la tête de la résistance nationale en Géorgie orientale en montant sur le trône de Karthli en tant que beau-frère du roi Louarsab II de Karthli, qui a lui aussi été exécuté par le Chah en captivité en 1622.
Toutefois, les manœuvres de Chah Abbas Ier et le ressentiment de la haute noblesse géorgienne contre Georges Saakadzé, qu’elle considère comme un parvenu, entraînent des tensions entre le roi et le Grand Mouravi. En 1626, l’armée de Teimouraz défait les troupes de Saakadzé près du lac de Bazaléthie et oblige le Grand Mouravi à fuir dans l’Empire ottoman, où il est plus tard exécuté.
La cour séfévide accepte de reconnaître Teimouraz Ier comme roi vassal chrétien de Karthli et de Kakhétie. Teimouraz Ier continue néanmoins à organiser la résistance au pouvoir perse et recherche l’alliance de la Russie en dépêchant plusieurs ambassades à la cour des Romanov entre 1615 et 1649. En 1653, il envoie à Moscou son petit-fils Nikoloz, le futur roi Héraclius Ier de Kakhétie. Il se rend personnellement  à la cour du tsar Alexis Ier en 1657. Dès 1626, Teimouraz a envoyé son conseiller Nikoloz Cholokashvili-Irubakidze (connu en Occident sous le nom de Niceforo Irbachi) tenter de négocier avec les puissances européennes une coalition anti-perse s'appuyant sur l’alliance ottomane.
Après la mort de Chah Abbas Ier en 1629, Teimouraz Ier tente de consolider son pouvoir en participant aux complots qui aboutissent aux assassinats du roi de Karthli Semayun Khan, puis à celui de l'Eristavi Zourab Ier d'Aragvi. Le nouveau Chah séfévide Safi Ier riposte en donnant en  1633 le trône de Karthli à son protecteur, le prince Rostom Khan, et la Kakhétie à un nouveau gouverneur perse. Réfugié de nouveau en Iméréthie vassale de l'Empire ottoman, Teimuraz continue d’inspirer et de diriger la résistance anti-perse en Karthli-Kakhétie ; en 1634, il échoue dans une nouvelle tentative de libérer le Karthli mais recouvre son trône de Kakhétie en 1636 après avoir chassé le gouverneur Sélim Khan (1633-1636).
Huit ans plus tard, une conspiration organisée contre le roi Rostom Khosrow Mirza est découverte par ce dernier. En 1648, Rostom, à la tête des forces du Karthli et de troupes perses, défait Teimouraz Ier lors de la bataille de Magharo, au cours de laquelle son héritier David est tué. Le roi de Kakhétie se réfugie une nouvelle fois en Iméréthie auprès de son gendre le roi Alexandre III pour un exil de 13 ans.
En 1661, après des décennies de durs combats, Teimouraz décide d’abandonner la vie séculière et de se retirer dans un monastère. La même année, le successeur de Rostom Khosrow Mirza, le roi Vakhtang V de Karthli, vassal de la Perse, envahit l’Iméréthie où il tente d’imposer comme roi son fils Artchil. Il capture le vieux Teimouraz qu’il livre au gouvernement du Chah. Le vieux roi rejette une dernière fois la proposition de ses ennemis de se convertir à l’islam et est emprisonné à Astrabad où il meurt en 1663. Les Géorgiens obtiennent le retour de ses restes en Kakhétie où ils sont inhumés dans la cathédrale d’Alaverdi.

## Unions et descendance
Teimouraz épouse successivement :

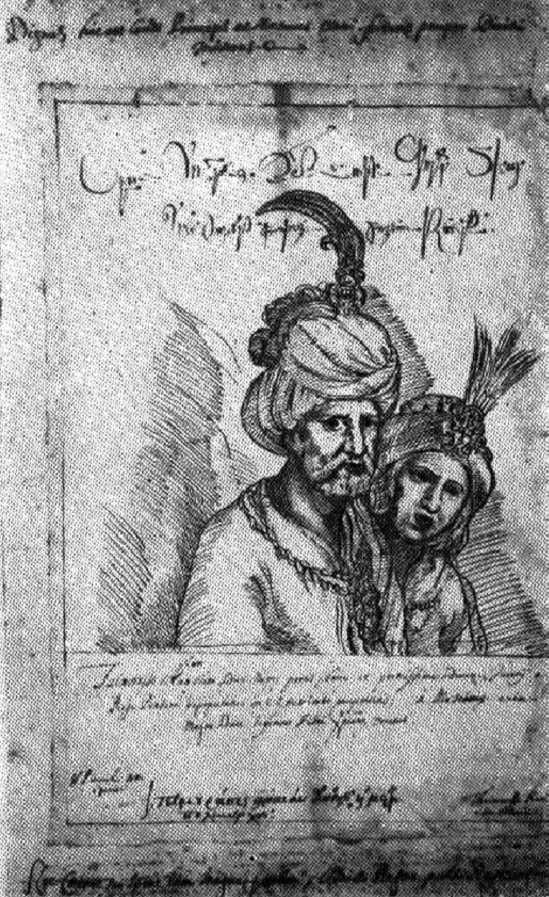
Teimouraz et Khoraschan.

1. Anna de Gourie (morte en 1609), la fille de Mamia II, prince de Gourie, dont :
  - Léon, otage en Iran en 1615, castré et fou en 1624 ;
  - Alexandre, otage en Iran en 1615, castré et mort en 1624 ;
2. en 1609 Khoraschan (morte en 1658), fille de Georges X de Karthli, dont :
  - Nestan-Darédjan (tuée en 1668), qui épouse en 1623 Zourab Ier Sidamoni, prince d’Aragvi, puis en 1629 Alexandre III d'Iméréthie, mort en 1660, et enfin en 1661 Vakhtang Ier Tchoutchounaschvili ;
  - David Ier (tué en 1648 lors de la bataille de Magharo), époux de la princesse Eleni Diasamidzé, dont, entre autres, Nicolas, roi de Kakhétie sous le nom d’Héraclius Ier ;
  - Tinatin, qui rejoint en 1637 le harem de  Chah Safi Ier de Perse.

## Sources
- Cyrille Toumanoff, Les dynasties de la Caucasie chrétienne de l'Antiquité jusqu'au XIXe siècle : Tables généalogiques et chronologiques, Rome, 1990, p. 162-163.
- Nodar Assatiani et Alexandre Bendianachvili, Histoire de la Géorgie, Paris, l'Harmattan, 1997, 335 p. [détail des éditions] (ISBN 2-7384-6186-7, présentation en ligne), p. 185-190.
- Marie-Félicité Brosset, Histoire de la Géorgie, tome II : Histoire moderne de la Géorgie, réédition Adamant Media Corporation  (ISBN 0543944808), p. 159-176.